# رونتغن (وحدة)

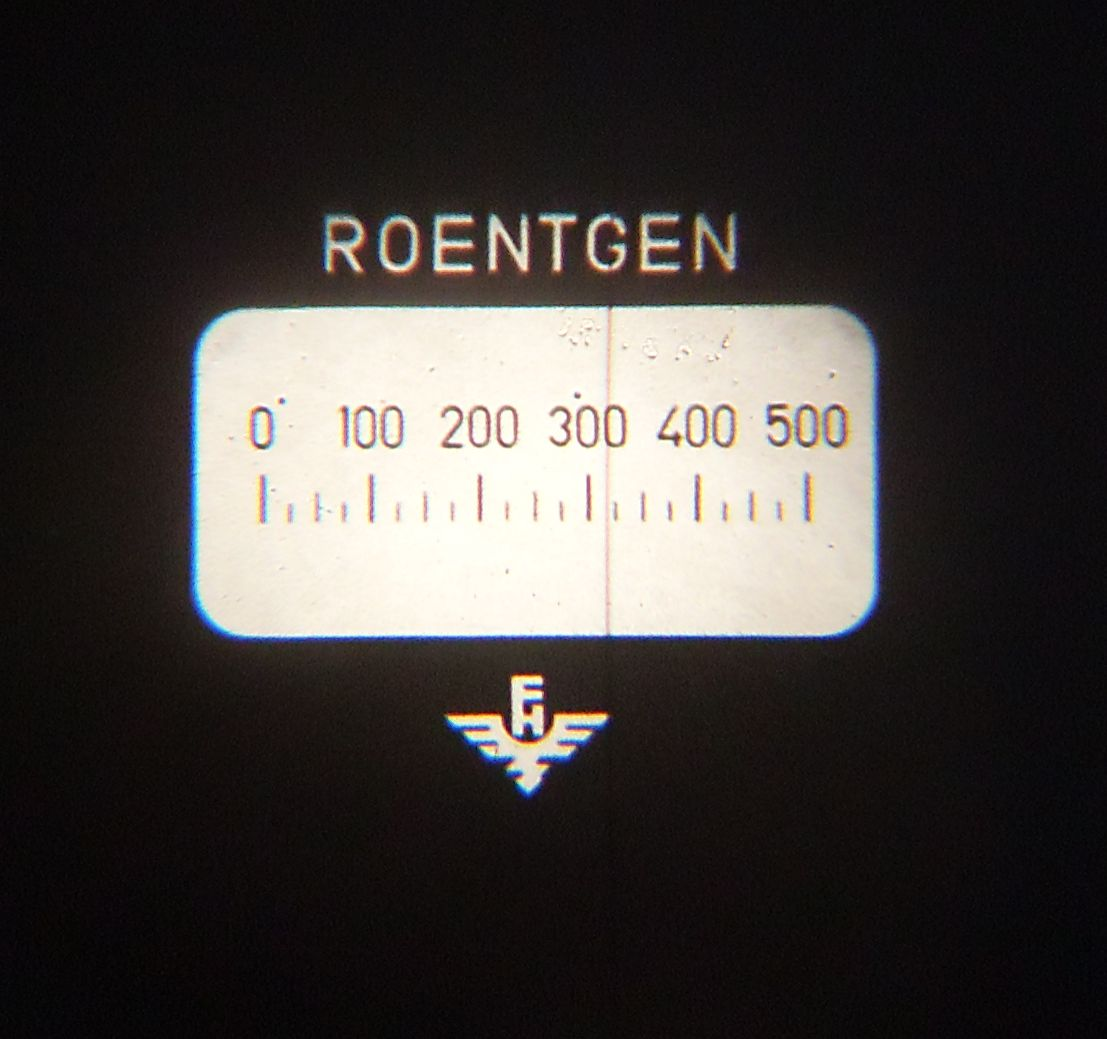
جهاز قياس وحدة الإشعاع وتقسيماتها "رونتجن".

إشعاع سيني أو رونتغن  Roentgen هي وحدة لقياس التعرض للأشعة السينية وأشعة غاما حتى طاقة عدة ملايين إلكترون فولت . واسمها أيضا رونتغن تكريما لعالم الفيزياء الألماني رونتغن الذي اكتشف تأثير الأشعة السينية. نشأت الوحدة في عام 1908، وقد أُعِيدَ تحديد هذه الوحدة وإعادة تسميتها في اللغة الإنجليزية على مر السنين، بسبب زيادة معلوماتنا عن تأثيرات مختلف أنواع الأشعة على صحة الإنسان والحيوان . كما نذكر بإلقاء قنبلتين نوويتين على هيروشيما ونجزاكي في اليابان أثناء الحرب العالمية الثانية في عام 1945، ودراسة تأثير الأشعة المؤينة على الإنسان في محيط تلك المناطق التي أصيبت .
الوحدة رونتغن ويرمز لها بالإنجليزية : ( R)
خاصة لقياس التعرض لأشعة إكس وأشعة جاما ؛ وهي تقيس عدد الأيونات الناتجة في الهواء بتلك الأشعة، وكانت هي أول وحدة لقياس الأشعة المؤينة بغرض استخدامها في أغراض الوقاية من الإشعاع إذ أنها كانت وسيلة سهلة لقياس تأين الهواء بطريقة مباشرة.
.

## استخدامها
بدأ استخدام وحدة «رونتجن» في عام 1908 وتغيرت عبر السنين بزيادة المعرفة. وكان تعريفها الأخير من المعهد الوطني الأمريكي للمعايير والتقنية NIST في عام 1998 . وتعريف تلك الوحدة هو:
2.58×10−4 كولوم/كيلوجرام, (i.e. 1 C/kg = 3876 R) مع إلزامية ذكر هذا التعريف في كل وثيقة تستخدم الوحدة رونتجن.
واتضح بزيادة المعرفة أن التأينات في الهواء تختلف عن تـأينات الأنسجة الحية وتختلف على التأينات في العظام، فكان لا بد من أخذ تلك العوامل في التعريف بغرض التوصل إلى تعريف دقيق يصلح للاستخدام في إطار وقاية الإنسان من الإشعاعات :

## جرعات في الهواء وجرعات في الأنسجة الحية
1 رونتغن في الهواء يسمى «كيرما» وهي الطاقة الممتصة من 1 كيلوجرام من الهواء الجاف تتسبب في جرعة إشعاعية مقدارها
0.00877 جراي (وحدة) في 1 كيلوجرام هواء جاف (أو 0.887 راد/كيلوجرام هواء جاف) أو تعادل 0.0096جراي (وحدة)/كيلوجرام نسيج لحمي (تعادل 0.96راد/كيلوجرام نسيج لحمي ). ( يلاحظ هنا أن 1 راد يعادل 0.01 جراي ).

## جرعات اشعة إكس الممتصة في العظام
1 رونتغن (في الهواء) من أشعة إكس يتسبب في جرعة ممتصة في العظام بين 0.01إلى 0.04غراي معتمدا على طاقة شعاع إكس.
 (اقرأ زيفرت)

## كميات مُتعلقة بالإشعاع
بعض هذه الوحدات فيزيائ يستخدم في الأغراض العلمية، وبعضها يتعلق بتأثير الإشعاع على الأنسجة الحية، وتخدم وقاية الإنسان من الأشعة المؤينة، تحدد الجرعات المسموح بها له سواء للفحص الطبي أو العلاج بالإشعاع.
| الكمية           | الاسم           | الرمز | الوحدة                                | السنة | الاستخدام في النظام الدولي |
| ---------------- | --------------- | ----- | ------------------------------------- | ----- | -------------------------- |
| الانبعاث         | إشعاع سيني      | إس    | شحنة كهربائية/0.001293 جرام في الهواء | 1928  | لا                         |
| الجرعات الممتصة  |                 |       | إرج×جرام−1                            | 1950  | لا                         |
| الجرعات الممتصة  | إشعاع           | إشع   | 100 إرج×جرام−1                        | 1953  | لا                         |
| الجرعات الممتصة  | جراي (وحدة)     | Gy    | جول×كيلوغرام−1                        | 1974  | نعم                        |
| النشاط           | كوري (وحدة)     | Ci    | 3.7×10 s−1                            | 1953  | لا                         |
| النشاط           | بيكريل          | Bq    | ثانية−1                               | 1974  | نعم                        |
| الجرعات المُعادِلة | إشعاع سيني بشري | إسب   | 100 إيرج×جول−1                        | 1971  | لا                         |
| الجرعات المُعادِلة | زيفرت           | Sv    | جول×كيلوغرام−1                        | 1977  | نعم                        |
| التعرض الإشعاعي  | (مجال متبادل)   |       | سنتمتر−2 أو متر−2                     | 1962  | نعم (متر−2)                |

يلاحظ أن بعض الوحدات لا تستخدم في المستوى الدولي، والنظام الدولي يعترف بالوحدات غراي وبيكريل وزيفرت ، وبالطبع تـُفهم تلك الثلاثة وحدات في العالم كله.

## اقرأ أيضا
- جراي (وحدة)
- بيكريل
- زيفرت